# Moszczenica (gmina, Łódź)
Pour les articles homonymes, voir Moszczenica.
Moszczenica est une gmina rurale (gmina wiejska) du powiat de Piotrków, dans la Voïvodie de Łódź, dans le centre de la Pologne.
Son siège administratif (chef-lieu) est le village de Moszczenica, qui se situe environ 12 kilomètres (km) au nord de Piotrków Trybunalski (siège du powiat) et 36 kilomètres au sud-est de la capitale régionale Łódź (capitale de la voïvodie).
La gmina couvre une superficie de 111,63 km2 pour une population de 12 766 habitants en 2006.

## Géographie

Position de la gmina dans le powiat

La gmina inclut les villages de:
- Baby
- Białkowice
- Dąbrówka
- Gajkowice
- Gazomka
- Gościmowice Drugie
- Gościmowice Drugie-Powęziny
- Gościmowice Pierwsze
- Jarosty
- Karlin
- Kiełczówka
- Kosów
- Michałów
- Moszczenica
- Moszczenica-Osiedle
- Moszczenica-Wola
- Nowa Gazomia
- Podolin
- Pomyków
- Raciborowice
- Raków
- Raków Duży
- Rękoraj
- Sierosław
- Srock
- Stara Gazomia

### Gminy voisines
La gmina de Moszczenica est voisine de:

la ville de:
- Piotrków Trybunalski

et les gminy de :
- Będków
- Czarnocin
- Grabica
- Tuszyn
- Wolbórz

## Administration
De 1975 à 1998, la gmina était attachée administrativement à l'ancienne voïvodie de Piotrków.
Depuis 1999, elle fait partie de la nouvelle voïvodie de Łódź.

## Structure du terrain
D'après les données de 2007, la superficie de la commune de Moszczenica est de 111,63 kilomètres carrés, répartis comme telle :
- terres agricoles : 81 %
- forêts : 12 %

La commune représente 7,80 % de la superficie du powiat.

## Démographie
Données du 31 décembre 2007 :
| Description               | Total  | Total | Femmes | Femmes | Hommes | Hommes |
| ------------------------- | ------ | ----- | ------ | ------ | ------ | ------ |
| Unité                     | Nombre | %     | Nombre | %      | Nombre | %      |
| Population                | 12 833 | 100   | 6 635  | 51,7   | 6 198  | 48,3   |
| Population de 0 à 17 ans  | 2245   | 17,49 | 1076   | 8,38   | 1169   | 9,11   |
| Population de 18 à 65 ans | 8507   | 66,29 | 4 055  | 31,6   | 4 452  | 34,69  |
| Population de + 65 ans    | 2081   | 16,22 | 1504   | 11,72  | 577    | 4,5    |